# Chrysobothris shawnee
Chrysobothris shawnee es una especie de escarabajo del género Chrysobothris, familia Buprestidae. Fue descrita científicamente por Wellso & Manley en 2007.
Los machos miden entre 9.2–13.8 mm y las hembras entre 10.9–17.1 mm.